# Melnik (Bulgarije)

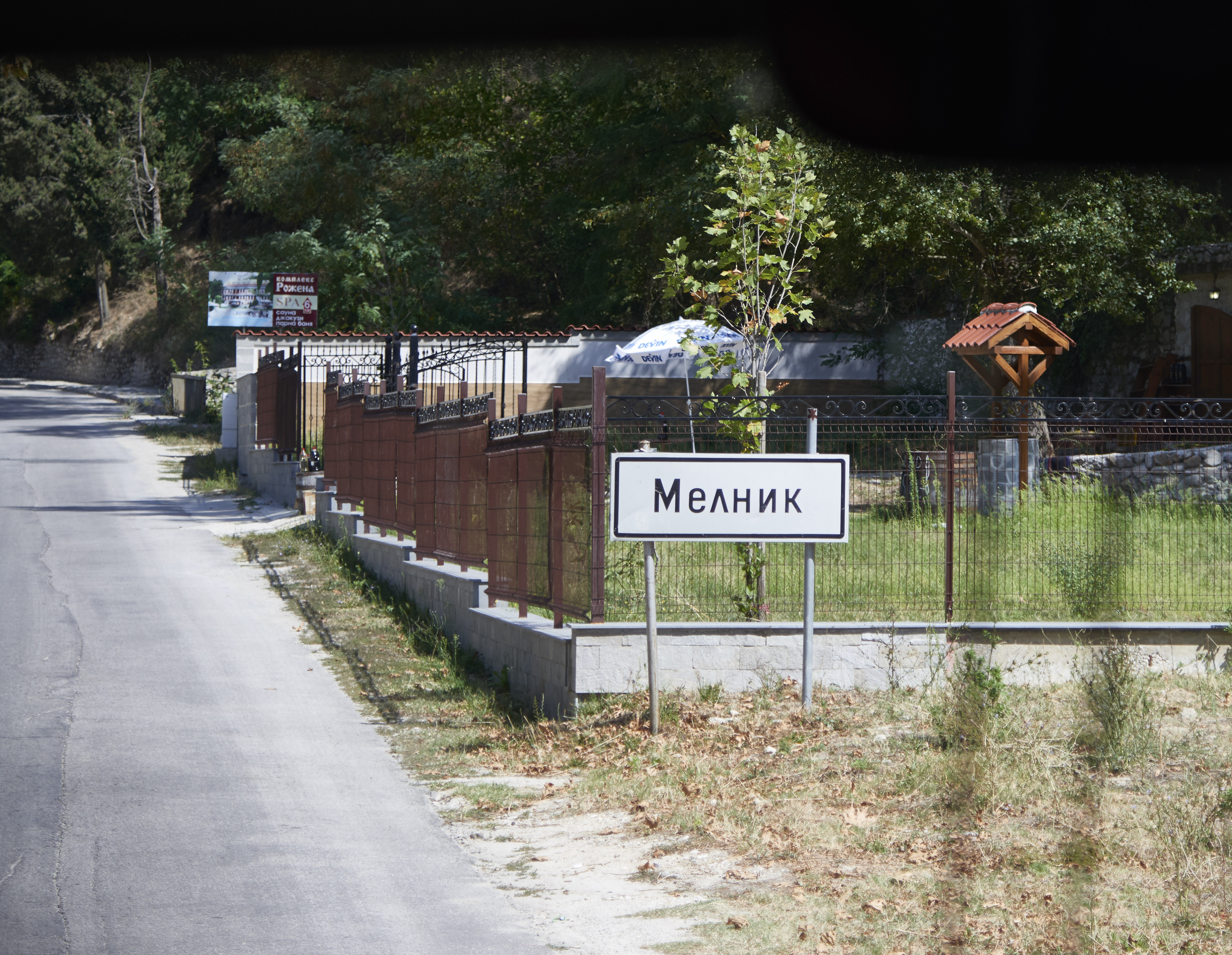
Bord bij binnengaan van Melnik

Melnik (Bulgaars: Мелник) is de kleinste stad van Bulgarije. Ze telde in 2005 om en rond 275 inwoners; in de jaren 1960 waren het er nog ca. 390. Melnik ligt in de regio Sofia in het oblast Blagoëvgrad, aan de Zuidwestrand van het Piringebergte.
In 1880 had Melnik nog 22.000 inwoners, zodat het huidige stadje nog maar een zwakke herinnering is aan betere tijden.